# Leon C. Phillips
Leon Chase "Red" Phillips, född 9 december 1890 i Grant City i Missouri, död 27 mars 1958 i Okmulgee i Oklahoma, var en amerikansk demokratisk politiker. Han var Oklahomas guvernör 1939–1943.
Phillips avlade 1916 juristexamen vid University of Oklahoma och var efter första världskriget verksam som advokat i Okemah. I guvernörsvalet 1938 besegrade han republikanen Ross Rizley, John W. Lanhorn från Prohibition Party och obundna kandidaten John Franning. Phillips efterträdde 1939 E.W. Marland som Oklahomas guvernör och efterträddes 1943 av Robert S. Kerr. Phillips avled 1958 i Okmulgee och gravsattes i Weleetka.